# Belinda Owusu
Belinda Ruth Owusu (Hackney, Londres; 19 de abril de 1989) es una actriz inglesa, más conocida por haber interpretado a Libby Fox en la serie EastEnders.

## Biografía
Es de ascendencia ghanesa y tiene dos hermanos: Jermaine Jake Owusu y Ziggy Owusu.
En 2001 comenzó a asistir al "The Anna Fiorentini Saturday Theatre and Film School", de donde se graduó en 2006.

## Carrera
El 22 de mayo de 2006, se unió al elenco principal de la popular serie británica EastEnders, donde interpretó a la estudiante Elizabeth "Libby" Fox, hasta el 5 de agosto de 2010. Apareció brevemente en la serie el 18 de abril de 2014. Regresó a la serie el 20 de mayo de 2014 y se fue el 22 de mayo del mismo año.
En 2008 participó en el programa The Weakest Link durante el episodio "'EastEnders' Special 2".

## Vida personal
Owusu es de ascendencia ghanesa e inglesa. Tiene un hermano mayor, Jermaine Jake Owusu, nacido en octubre de 1987 y un hermano menor Ziggy Owusu, nacido en octubre de 1997, quien fue asesinado en octubre de 2016. Tuvo una hija en marzo de 2021.

## Filmografía
Series de televisión
| Año               | Título          | Personaje | Notas          |
| ----------------- | --------------- | --------- | -------------- |
| 2006 - 2010, 2014 | EastEnders      | Libby Fox | 298 episodios  |
| 2010              | EastEnders: E20 | Libby Fox | episodio # 1.9 |

Equipo Misceláneo
| Año  | Título            | Notas                                   |
| ---- | ----------------- | --------------------------------------- |
| 2011 | Wheels of Fortune | corto - presentadora: detrás de escenas |

Teatro
| Año | Título  | Personaje | Teatro           |
| --- | ------- | --------- | ---------------- |
| -   | Othello | Desdemona | Nuffeild Theatre |

## Premios y nominaciones
| Año  | Categoría           | Premio              | Serie      | Resultado |
| ---- | ------------------- | ------------------- | ---------- | --------- |
| 2009 | Young Shooting Star | Screen Nation Award | EastEnders | Nominada  |